# جيمس روبرت بيكر
جايمس روبرت بكير (بالإنجليزية: James Robert Baker)‏ (18 أكتوبر / تشرين الأول 1946 – 5 نوفمبر / تشرين الثاني 1997) كان مؤلف أمريكي ذو سُخرية حادة، وكان مثلي الجنس في الغالب على طراز الخيال الآثم. كاليفوريني الأصل (مُنتمي إلى كاليفورنيا)، يقع عمله بالكامل في جنوب كاليفورنيا. وبعد تخرجه من جامعة كاليفورنيا، لوس انجلوس (UCLA)، بدأ مهنته ككاتب سيناريو، ولكن خاب أمله وبدأ في كتابة الروايات بدلاً. على الرغم من حصوله على الشهرة من كتبه: فيول انجيكتيد دريمز وبوي واندر 'Fuel-Injected Dreams ' ، 'Boy Wonder ' ، وبعد الجدل الدائر حول نشر روايته، تايم آند بييت 'Time and Pete' ، واجه صعوبة مُتزايدة لنشر أعماله. وفقاً لشريك حياته، كان هذا عاملاً مُساعداً في انتحاره.
حقق عمل «بيكر» مكانة مرموقة في السنوات الأخيرة التي تلت وفاته، وقد تم نشر روايتين إضافيتين بعد وفاته. كما أصبحت نُسخ الطبعة الأولى من أعماله تخص هُواة جمع البنود. تحولت روايته «تيستوستيرون» 'Testosterone' إلى فيلم يحمل نفس الاسم، ولكن لم يُحقق نجاحاً مادياً. وتم تخصيص كتابين آخرين للأفلام، ولكن لم يتم إنتاجهما.

## الحياة المُبكرة
وُلِدَ «بيكر» في لونج بيتش، كاليفورنيا وترعرع فيما اعتبرها خانقة «جمهورية جنوب كاليفورنيا المنزلية». وبالتمرد ضد والديه، أصبح مُنجذباً إلى العناصر المُتطرفة في المُجتمع، مُتضمناَ المثليين (أي شخص يعيش كبوهيمي، يتصرف بتمرد، أو يضهر ليدعو إلى ثورة في الاخلاق)، الفنانون والمثليون جنسياً. في المدرسة الثانوية عام 1960، استكشف ميوله الجنسية في نوادي المُراهقين الليلية الواقعة تحت الأرض والخاصة بالمثليين جنسياً، بينما كان يعيش في خوف من أن والده المُتعسف سوف يعرف بالأمر. في مرحلة ما، قام والده باستئجار مخبر خاص حتى يتتبعه، وذلك عندما شك في أنه على علاقة غرامية مع أحد الجيران الذكور. وقد استخدمت هذه العائلة في كثير من رواياته على نطاق واسع في «بوي واندر» Boy Wonder .
بدأ «بيكر» في تجريب المُخدرات، واصبح وفقاً لكلامه "مُراهق خارج نطاق السيطرة، غريب المنظر ". بدأ أيضاً الافراط في شُرب الخمر، عازياً ذلك إلى كونه مثلي. على أي حال، وبعد الكشف عن ميوله الجنسية، ظل يتعاطى المُخدرات بشكل مُفرط " وما زالت لديه حياة خاصة به ". بعد صحوِه من سُكرِه، درس في معهد السينما في جامعة كاليفورنيا، لوس انجلوس، حيث كان واحداً من الفائزين بجوائز "صموئيل جولدوين " للكتابة  ، وأخرج فيلمين "مآوس كيلاب كونفيدينتال Mouse Klub Konfidental و"بلوند ديث" Blonde Death ، فيلم "مآوس كيلاب كونفيدينتال" هو فيلم عن نادي ميكي مآوس، "مآوس كيتيير " الذي أصبح مُروج المواد الإباحية لعبودية مثلي الجنس، كان هذا مدخلاً للجدل في مهرجان الفيلم الإباحي في سان فرانسيسكو عام 1976، وحيث اعتقد العض أن «بيكر» كان مؤيداً للنازية. وكان الفيلم مُتسبب أيضاً في هجر "ميتشيل ميدفيد" أحلامه في أن يكون صانع أفلام وأصبح ناقداً للأفلام عوضاً.

## كاتب
كان طموح حياة «بيكر» هو أن يكتب. بعد تخرجه من جامعة كاليفورنيا، لوس انجلوس، قضى حوالي خمس سنوات في كتابة سيناريوهات هوليوود في أوائل عام 1980، العملية التي كان يكرهها. في حين انها كانت ناحجة مادياً، وأُصيب بخيبة أمل لأن أعماله لم تكن تُنتج. يقول: «شعرتُ وكأنني مندوب مبيعات يذهب من بابٍ إلى آخر إلى كل هذه الاجتماعات الملئية بمُغفلين مسعوريين وبشعيين». بعدها أصبح مُحبط وخائب الأمل، ووجه اهتمامه إلى الروايات.
و قد نُشِر كتابه الأول «أدرينالين» Adrenaline تحت اسم مُستعار «جايمس ديلينجر». قصة عن اثنين من العُشاق من المثليين في حالة فرار دائم، وهو يُنبأ بالسُخرية والمخدرات المُغذية للعنف الواضح في كُتبه الأخرى. ومن هنا بدأ «بيكر» في تطوير الأفكار المُهيمنة في أعماله التالية مثل: الفوضوية؛ الغضب وإلى حدٍ ما جنون العظمة لمثلي الجنس من الرجال؛ الجانب المُظلم لـِ «لوس انجلوس»، جنباً إلى جنب مع صورتها الخارجية المُضيئة؛ نِفاق الدين المُنظم؛ الجنس المجهول وآثاره في عصر الإيدز؛ والعداء للمثلية وقهر المثليين في جمهورية أمريكار المُسيطرة. كانت الحبكة الدرامية فيها هي إجبار شخصيات مُستضعفة على الطيران في ظروف خارجة عن إرادتهم. وقد شجع النجاح المتواضع لهذه الرواية على تكريس نفسه لِما أصبح أفضل أعماله المعروفة، «فيول – انجيكتيدت دريمز» Fuel-Injected Dreams (رواية تدور حول شخصية مبنية طِبقاً لمُنتج الاسطوانات فيل اسبكتور)  ، وبوي واندر.
بعد إصدار «فيول –انجيكتد دريمز» عام 1986 –روايته الثانية- ، توقف عن كتابة السيناريوهات من أجل التركيز فقط على الكتب. كان يقضي جُل وقته كل يوم يكتب ويبحث ويُمثل شخصيات ومشاهد رواياته على شرائط فيديو لتحسين الحوار.
كان تركيزه الأساسي هو الكتابة عن المثلية الجنسية، في حين أنه كتب أيضاً عن صناعة الترفيه. كانت كتابته مليئة بغضب وازدراء مُتزايد لجدول أعمال المُحافظين الجمهوريين الجُدد خاصة " بعد أن بدأ وباء الايدز في اتخاذ حصيلة كبيرة من مجتمع مثلي الجنس (مرجع 3). كان «بيكر» يُمثل صوت قوي جداً في أدب مثلي الجنس، وكان له عدد من المُعجبين والمُنتقدين لموقفه الجذري من المثلية، في المجتمع الأدبي السائد كما في مجتمع مثلي الجنس نفسه كذلك.

## روابط خارجية
- جيمس روبرت بيكر على موقع IMDb (الإنجليزية)
- جيمس روبرت بيكر على موقع قاعدة بيانات الفيلم (الإنجليزية)